# Тепляки (Башкортостан)
Тепляки (баш. Тепляк) — село в Бураевском районе Республики Башкортостан Российской Федерации. Административный центр Тепляковского сельсовета.

## География

### Географическое положение
Расстояние до:
- районного центра (Бураево): 26 км,
- ближайшей ж/д станции (Янаул): 94 км.

## Население
| 2002 | 2009 | 2010 |
| ---- | ---- | ---- |
| 377  | ↗416 | ↘269 |

### Национальный состав
Согласно переписи 2002 года, преобладающие национальности — башкиры (53 %), русские (29 %).